# Titularerzbistum Anazarbus
Das Erzbistum Anazarbus (italienisch arcidiocesi di Anazarbo, lateinisch Archidioecesis Anazarbensis) ist ein Titularerzbistum der römisch-katholischen Kirche. 
Es geht zurück auf ein früheres Bistum der antiken Stadt Anazarbos in Kilikien in der Türkei.
| Titularerzbischöfe von Anazarbus |                                                      | |                   |                    |
| Nr.                              | Name                                                 | Amt                                                                                                   | von               | bis                |
| 1                                | Giuseppe Saporiti                                    | Koadjutorerzbischof von Genua (Italien)                                                               | 8. April 1726     | 9. März 1746       |
| 2                                | Isidro Alfonso Cavanillas                            | Weihbischof in Sevilla (Spanien)                                                                      | 9. April 1753     | 12. Mai 1755       |
| 3                                | Gerolamo Formagliari                                 | emeritierter Bischof von Todi (Italien)                                                               | 21. Juli 1760     | 1781               |
| 4                                | Romain-Frédéric Gallard                              | Koadjutorerzbischof von Reims (Frankreich)                                                            | 21. Februar 1839  | 28. September 1839 |
| 5                                | Andon Hassunian                                      | Koadjutorerzbischof von Konstantinopel (Osmanisches Reich)                                            | 7. Juni 1842      | 2. August 1846     |
| 6                                | Giorgio Labella OFM                                  | emeritierter Erzbischof von Durrës (Albanien)                                                         | 4. Juni 1847      | 27. Oktober 1860   |
| 7                                | Charles Petre Eyre                                   | Apostolischer Delegat in Schottland Apostolischer Administrator von Western District (Großbritannien) | 11. Dezember 1868 | 15. März 1878      |
| 8                                | John Baptist Salpointe (Jean-Baptiste Salpointe)     | Koadjutorerzbischof von Santa Fe (USA)                                                                | 3. Oktober 1884   | 18. August 1885    |
| 9                                | Michael Logue                                        | Koadjutorerzbischof von Armagh (Großbritannien)                                                       | 19. April 1887    | 3. Dezember 1887   |
| 10                               | François Laurencin                                   | Apostolischer Administrator von Guadeloupe und Basse-Terre (Guadeloupe)                               | 1. Juni 1888      | 18. Dezember 1892  |
| 11                               | Joaquín Larraín Gandarillas                          | Weihbischof in Santiago de Chile (Chile)                                                              | 15. Juni 1893     | 26. September 1897 |
| 12                               | Avedis Bedros XIV. Arpiarian Erzbischof pro hac vice | Weihbischof im Patriarchat von Kilikien (Osmanisches Reich)                                           | 20. April 1898    | 27. August 1911    |
| 13                               | Raimondo Ingheo                                      | emeritierter Bischof von Iglesias (Italien)                                                           | 16. Dezember 1907 | 8. Juli 1911       |
| 14                               | Cláudio José Gonçalves Ponce de Leão CM              | emeritierter Erzbischof von Porto Alegre (Brasilien)                                                  | 9. Januar 1912    | 26. Mai 1924       |
| 15                               | Raymund Netzhammer OSB                               | emeritierter Bischof von Bukarest (Königreich Rumänien)                                               | 14. Juli 1924     | 18. September 1945 |
| 16                               | Avedis Bedros XIV. Arpiarian Erzbischof pro hac vice | Patriarchalvikar von Beirut (Libanon)                                                                 | 17. Dezember 1928 | 13. März 1933      |
| 17                               | Michel Akhras                                        | emeritierter Erzbischof von Aleppo (Syrien)                                                           | 27. Oktober 1945  | 5. Februar 1947    |
| 18                               | Hermann Döring SJ                                    | emeritierte Bischof von Poona (Indien)                                                                | 15. Januar 1948   | 17. Dezember 1951  |
| 19                               | Joseph-Marie Le Gouaze                               | emeritierter Erzbischof von Port-au-Prince (Haiti)                                                    | 24. Juni 1955     | 31. Juli 1964      |